# Evangelische Kirche (Beltershain)

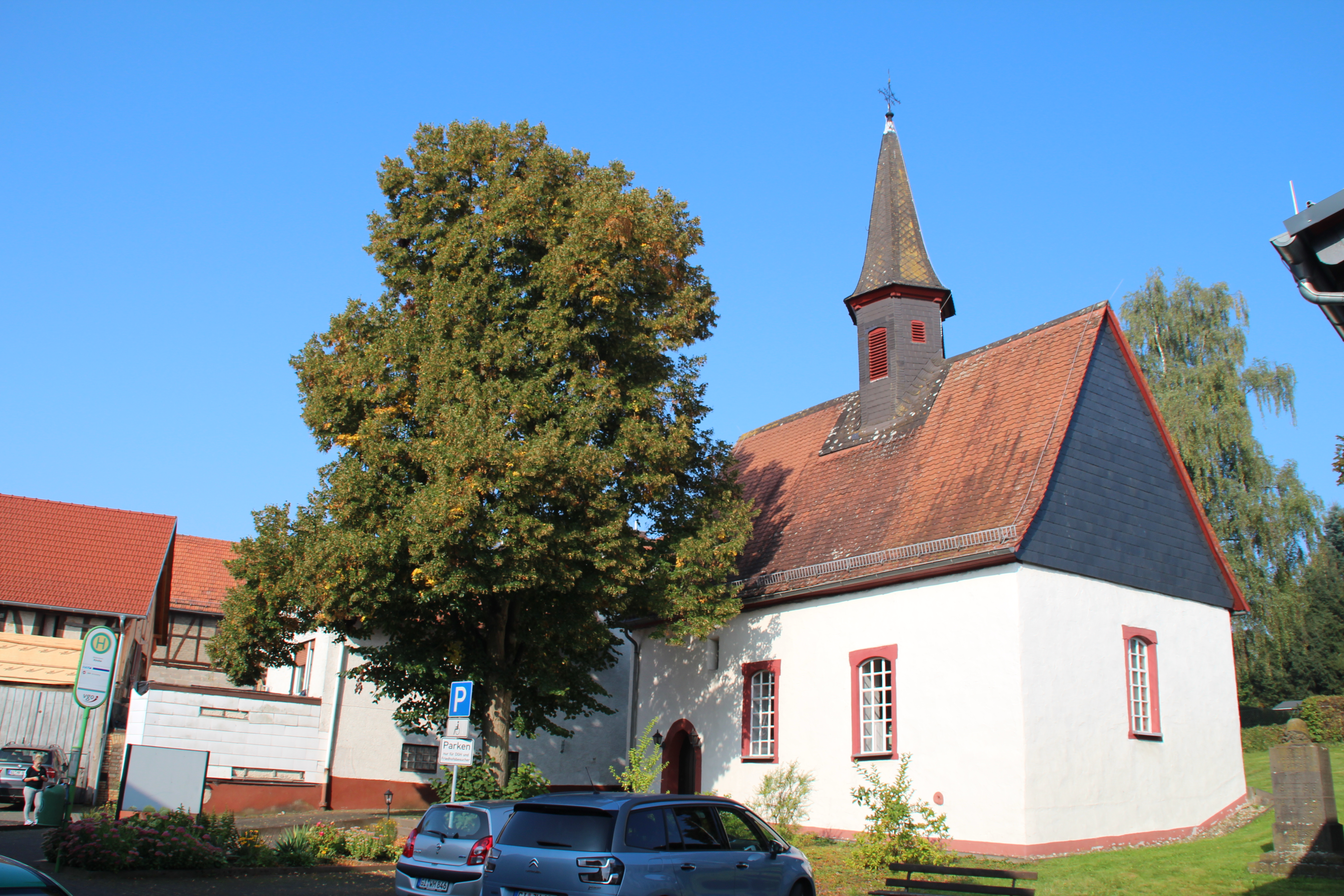
Kirche von Südosten

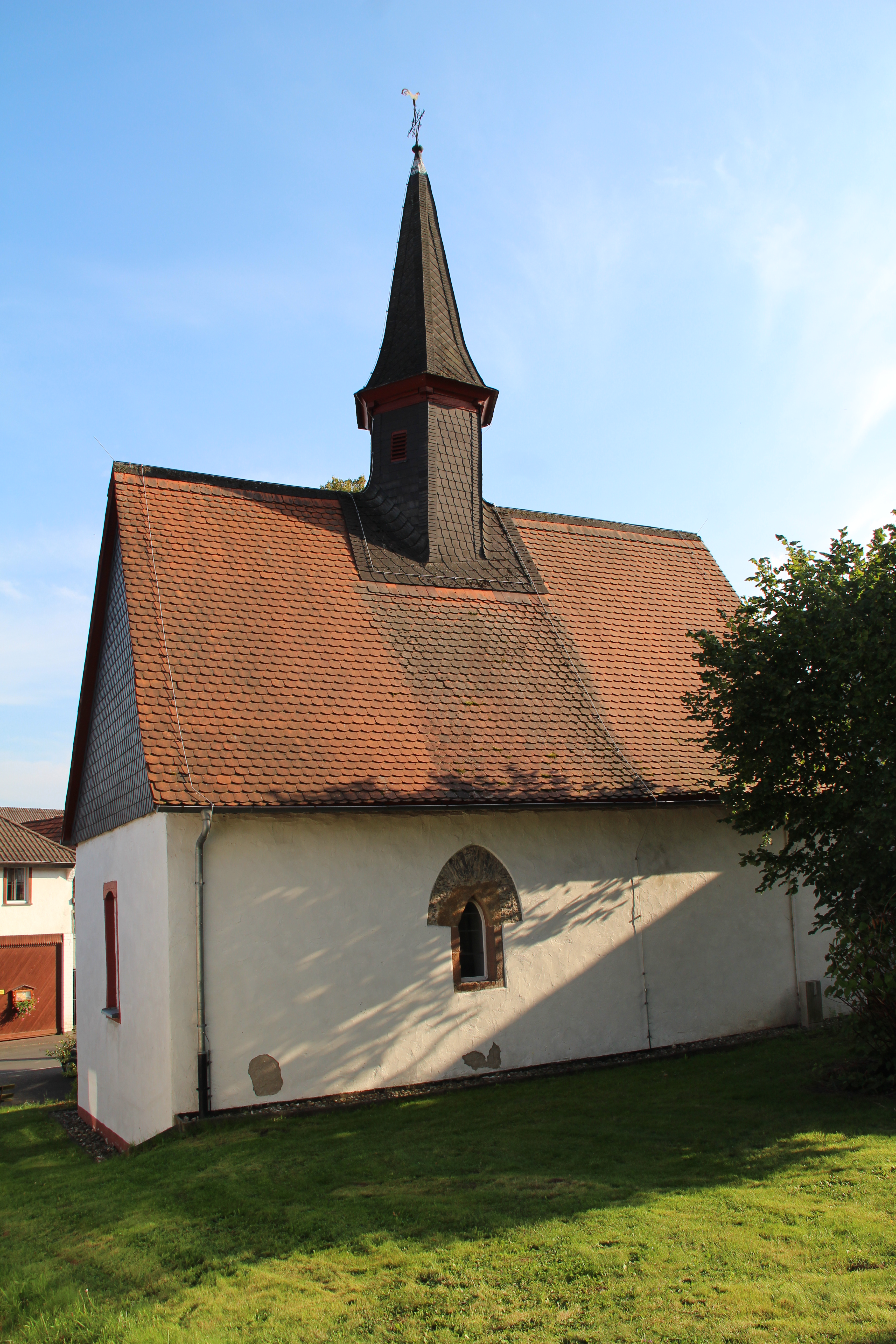
Nordseite

Die Evangelische Kirche in Beltershain, einem Stadtteil von Grünberg im Landkreis Gießen in Mittelhessen, wurde im ausgehenden 15. Jahrhundert als spätgotische Saalkirche errichtet. Die mehrfach umgebaute Kirche mit sechsseitigem Dachreiter prägt das Ortsbild und ist hessisches Kulturdenkmal. Die Kirchengemeinde gehört zum Kirchspiel Wirberg im Dekanat Gießener Land in der Propstei Oberhessen der Evangelischen Kirche in Hessen und Nassau.

## Geschichte
In vorreformatorischer Zeit war Beltershain bei Saasen-Veitsberg eingepfarrt. Mit Einführung der Reformation wechselte Beltershain zum evangelischen Bekenntnis und wurde Wirberg zugeordnet.
Im Dreißigjährigen Krieg wurde die Kirche stark beschädigt und im Jahr 1650 das Dachwerk saniert. Aufgrund von Baufälligkeit schrieb der Wirberger Pfarrer 1752: „Das Kirchlein auf dem Filial Beltershain ist nicht nur vor die daßige Gemeinde gar zu klein, sondern auch sehr ruinös und baufällig, ja mit keinem Thurm und ordentlichen Ständen versehen“. Die Durchführung von Gottesdiensten sei „ohne Lebensgefahr“ und besonders im Winter „wegen Einschlagung des Windes“ nicht mehr möglich. In den Jahren 1758/1759 erfolgte eine tiefgreifende Renovierung, bei der der Dachreiter erneuert wurde und die Emporen entstanden. Zudem wurden die Fenster vergrößert. Eine weitere Renovierung wurde 1852 durchgeführt. Im Zuge der Außen- und Innenrenovierung 1912 wurden alte Malereien freigelegt, später aber wieder übertüncht. Bei Maler- und Putzarbeiten 1962 wurden ringsum an den Wänden einige Weihekreuze freigelegt, die bis auf vier aber alle wieder überstrichen wurden.

## Architektur

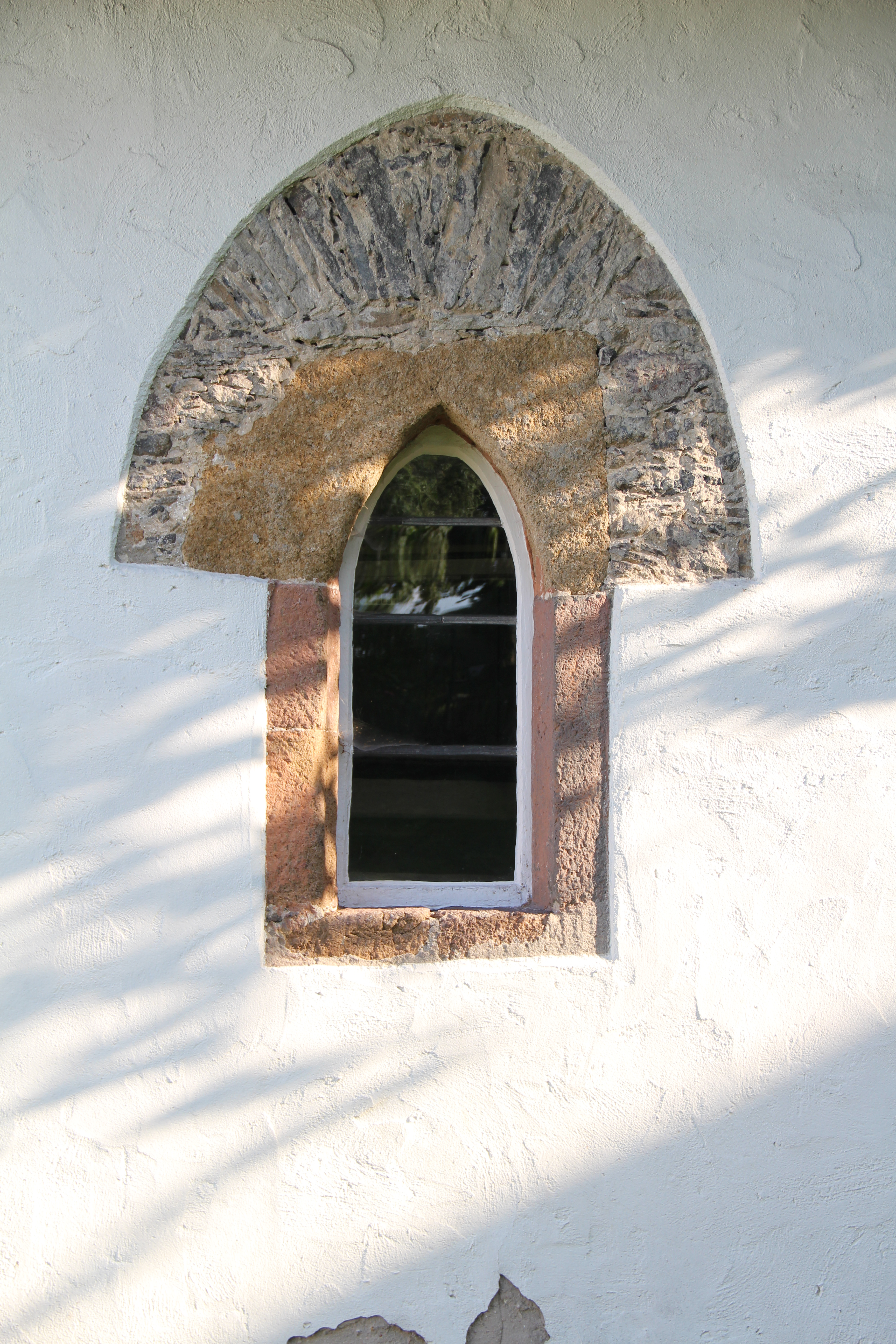
Fenster in der Nordseite

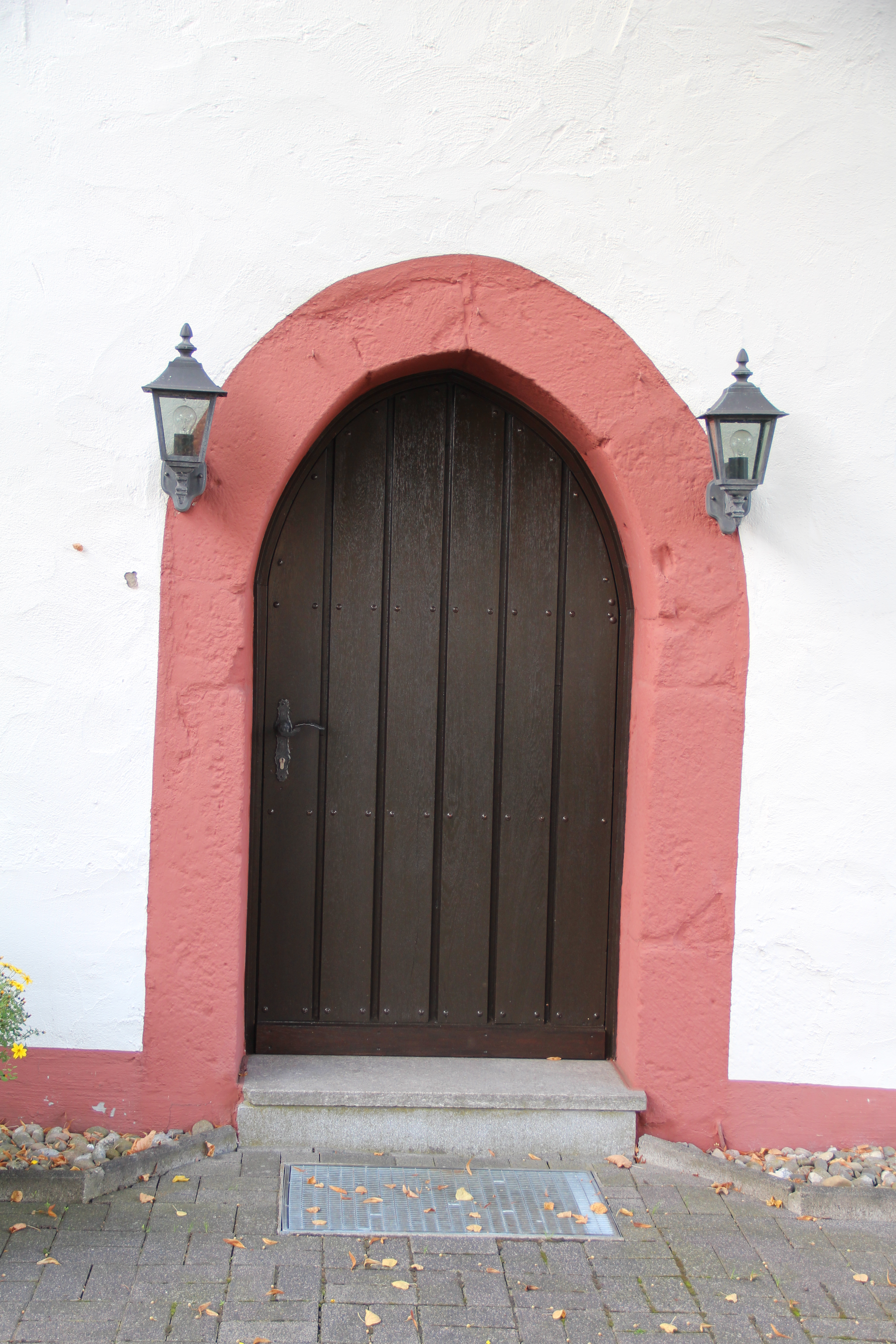
Südportal

Die nur ungefähr geostete Saalkirche tendiert Richtung Südwest-Nordost. Sie ist auf rechteckigem Grundriss ohne Chor aus Bruchsteinmauerwerk aus Basalt errichtet. Die Giebel bestehen aus Fachwerk. Der westliche Giebel stammt aus dem 17. Jahrhundert, der östliche Giebel noch aus gotischer Zeit. Letzterer hat vier Riegel und drei Pfosten sowie in der Mitte zwei Schwertungen. Die erhaltenen Gewände sind aus Lungstein.
Das Gebäude wird durch ein spitzbogiges Südportal nahe der Westecke erschlossen und durch Stichbogenfenster im Süden sowie ein Stichbogenfenster im Osten belichtet. Die später vergrößerten Fenster haben eichene Holzzargen. Ein kleines rechteckiges, gekehltes Schlitzfenster findet sich in der Westseite und ein kleines, hoch sitzendes Rechteckfenster mit Fase rechts oberhalb des Südportals. Die Nordseite hat ein schmales spitzbogiges Fenster aus Lungstein mit Hohlkehle (1,22 × 0,54 Meter), das aus der Erbauungszeit stammt. Das ursprüngliche Maßwerk ist nicht erhalten. Dem steilen Satteldach ist ein sechsseitiger Dachreiter mit Spitzhelm aufgesetzt, der an die mittelalterliche Formensprache anknüpft. Er beherbergt eine Glocke, die 1633 gegossen wurde und folgende Inschrift trägt: „GEORG SCHERNBERG BEIN GOS MICH IN MARPURG 1633“. Vermutlich stammt die Glocke aus einer anderen Kirche, da der Dachreiter erst 1752 aufgesetzt wurde.

## Ausstattung

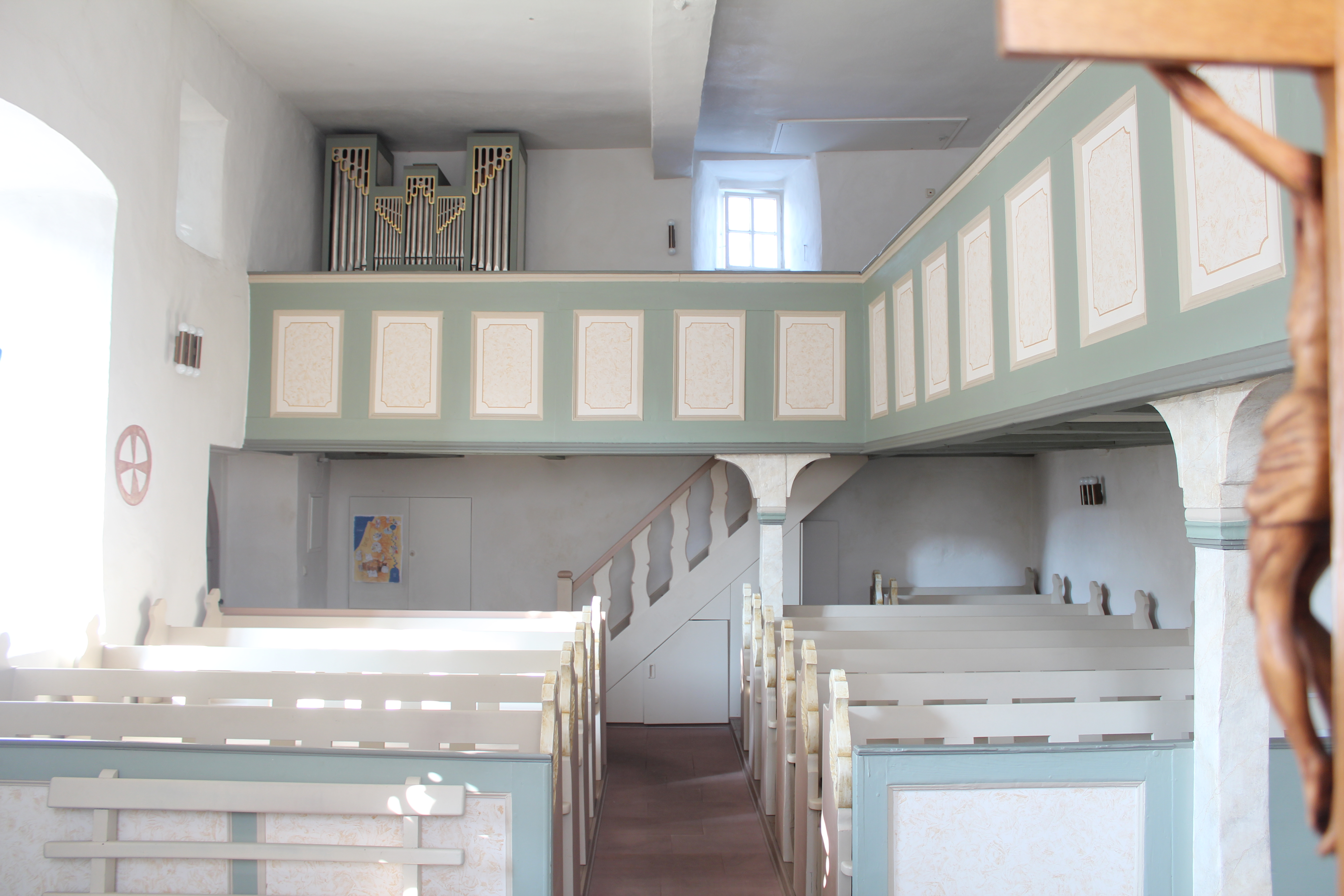
Innenraum Richtung Westen

Der Innenraum wird von einer Flachdecke mit Längsunterzug abgeschlossen. Der Fußboden ist mit roten Sandsteinplatten belegt.
Ältestes Inventarstück ist der mittelalterliche, aufgemauerte und verputzte Blockaltar mit rechteckiger Platte aus Lungstein (1,36 × 0,86 × 0,28 Meter), in die fünf Weihekreuze eingeritzt sind. Auf ihr steht ein hölzernes Kruzifix des Dreinageltypus. In der Südwand ist eine Piscina eingelassen, die auf die Durchführung von heiligen Messen im ausgehenden Mittelalter und gegen die Annahme einer untergeordneten Kurat-Kapelle spricht.
Im Norden und Westen ist eine hölzerne Winkelempore eingebaut, die auf viereckigen Pfosten mit Bügen ruht. Auf der Westempore ist die Orgel aufgestellt. Die Emporenbrüstung weist Füllungen auf. Das Kirchengestühl mit geschwungenen Wangen lässt einen Mittelgang frei. Die polygonale hölzerne Kanzel an der Südwand stammt wahrscheinlich von 1759. Die Kanzelfelder haben profilierte Füllungen und unten und oben einen durchlaufenden Gesimskranz. Ein angrenzender Pfarrstuhl mit durchbrochenem Rautengitter gewährt den Zugang zur Kanzel. Das holzsichtige Taufbecken ist pokalförmig gestaltet.

## Orgel

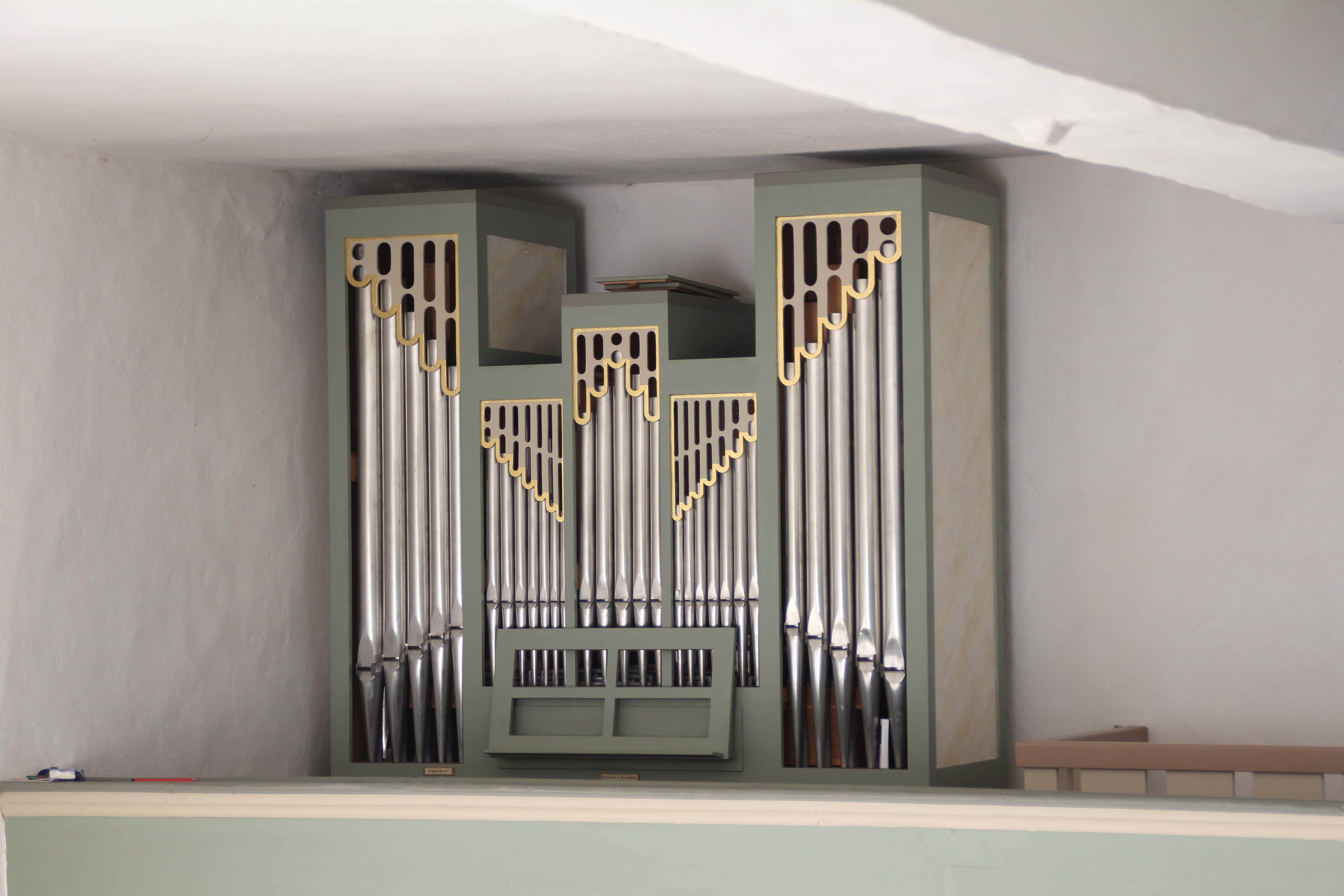
Orgel von 1989

Die Licher Firma Förster & Nicolaus baute 1989 eine Orgel, die über fünf Register auf einem Manual verfügt. Das Pedal ist angehängt. Der flache Prospekt ist fünfachsig gegliedert. Die Disposition lautet wie folgt:
| Manual C–f3 |    |
| Gedackt     | 8′ |
| Principal   | 4′ |
| Flöte       | 4′ |
| Spitzflöte  | 2′ |
| Zimbel II   | 1′ |

| Pedal C–d1 |
| angehängt  |